# Jim Thorpe

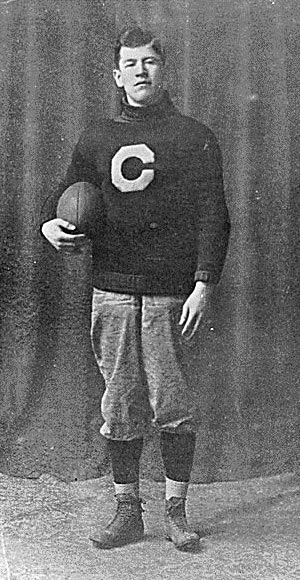
Jim Thorpe

James „Jim” Thorpe (właściwie Jacobus Francisus Thorpe lub Wa-To-Huk, czyli w języku Indian Sauków i Lisów „Jasna Droga”, ur. 28 maja 1888 w Bellemont, zm. 28 marca 1953 w Lomita w Kalifornii) – amerykański sportowiec pochodzenia indiańskiego z Terytorium Indiańskiego (dziś stan Oklahoma), lekkoatleta, dwukrotny złoty medalista olimpijski z 1912 – w pięcioboju i dziesięcioboju (zdyskwalifikowany niesłusznie przez 70 lat za epizod w sporcie zawodowym, zrehabilitowany w 1982), znany gracz w futbol amerykański i baseball, trener i działacz sportowy, uznawany za jednego z najwybitniejszych sportowców XX w.

## Młodość
Urodził się prawdopodobnie 28 maja 1888 (różne źródła różnią się o rok) w pobliżu miejscowości Shawnee na Terytorium Indiańskim (dzisiejszy stan Oklahoma). Ochrzczony jako Jacobus Franciscus Thorpe, otrzymał także tradycyjne indiańskie imię Wa-To-Huk, które w języku plemienia Sauków i Lisów oznacza „Jasna Droga” (ang. Bright Path), bowiem oboje jego rodzice byli po części Indianami. Przodkowie ojca Hirama byli Irlandczykami i Indianami z grupy Sauków i Lisów, matka Vieux miała korzenie francuskie i tubylcze. Niektóre źródła podają, że Jim był jednym z 19 dzieci Hirama i 11., które ten miał z Vieux.
Razem z bratem bliźniakiem o imieniu Charlie Jim rozpoczął naukę w indiańskiej szkole w agencji dla Sauków i Lisów w miejscowości Tecumseh na Terytorium Indiańskim. Jego brat zmarł na gruźlicę w wieku ośmiu lat, a Jim, który ciężko to przeżył, kilkakrotnie uciekał ze szkoły. Wtedy ojciec posłał go do tzw. Haskell Institute, indiańskiej szkoły z internatem w Lawrence w stanie Kansas. Gdy dwa lata później zmarła mu matka, Jim opuścił rodzinny dom i podjął pracę w stadninie koni.

## Talent
W 1904 wrócił do ojca i jako szesnastolatek rozpoczął naukę w innej znanej szkole dla Indian w Carlisle, w stanie Pensylwania. Tam ujawniły się jego zdolności sportowe, a jego opiekunem został Glenn Scobey „Pop” Warner, jeden z najbardziej znanych trenerów z początków amerykańskiego futbolu. Gdy krótko potem zmarł ojciec Jima, ten znów porzucił szkołę, by po kilku latach samodzielnej pracy powrócić do Carlisle i zacząć sportową karierę w grach zespołowych (futbol, baseball, lacrosse), a także w tańcu towarzyskim.
W 1907, gdy na szkolnym boisku pokonał po raz pierwszy w skoku wzwyż swoich kolegów (ponoć nie zdejmując nawet ubrania), skoncentrował się na lekkoatletyce. Z tego samego roku pochodzą też jego pierwsze odnotowane rezultaty. Ogólnokrajową sławę zdobył w 1911, gdy w meczu szkolnej drużyny futbolu (wygranym z Harvardem 18:13) zdobył dla Carlisle wszystkie punkty. Jego drużyna wygrała wówczas 11 z 12 meczów, a on sam w tym i kolejnym sezonie był najlepszym zawodnikiem w kraju. Chociaż futbol pozostał jego ulubionym sportem, największą sławę przyniosła mu jednak lekkoatletyka.

## Osiągnięcia
Podczas igrzysk olimpijskich w 1912 zdobył dwa złote medale w nowych dyscyplinach olimpijskich – dziesięcioboju i pięcioboju. W obu tych bardzo wymagających dyscyplinach Thorpe, który wcześniej reprezentował Carlisle w ich amerykańskiej odmianie, zdobył znaczącą przewagę nad pozostałymi zawodnikami (zdobywając w pięcioboju 4041 pkt. wyprzedził kolejnego zawodnika o 400 pkt. i wygrał cztery z pięciu konkurencji, a w piątej – rzucie oszczepem, który trenował od niedawna – zajął trzecie miejsce). W tym samym dniu zajął też czwarte miejsce w konkursie skoku wzwyż i siódme – w skoku w dal. Później, we wszystkich konkurencjach dziesięcioboju uplasował się w pierwszej czwórce (pokonując rywali o ponad 700 pkt). Dwa złote medale i dwie królewskie nagrody specjalne odebrał, jak to było wówczas w zwyczaju, podczas ceremonii zamknięcia igrzysk w Sztokholmie.
Po powrocie do kraju amerykańscy kibice uhonorowali go m.in. paradą na Broadwayu, a Thorpe wspominał później: „Słyszałem jak ludzie wykrzykują moje imię i nie potrafiłem zrozumieć, jak jeden człowiek może mieć aż tylu przyjaciół”. Oprócz startu w zawodach olimpijskich, wystąpił także w jednym z dwóch pokazowych meczów baseballowych, rozegranych na igrzyskach 1912 roku przez amerykańskich sportowców.

## Dyskwalifikacja
Już po zakończeniu igrzysk Thorpe został zdyskwalifikowany za naruszenie zasady amatorstwa, bowiem kilka lat wcześniej przyjął wynagrodzenie za grę w baseball. Obowiązujące wówczas sztywne reguły dotyczące sportu amatorskiego zabraniały sportowcom m.in. przyjmowania nagród pieniężnych, nauczania sportu i współzawodniczenia z zawodowcami, którzy nie mogli wówczas startować na olimpiadach. Sprawa wyszła na jaw, gdy w styczniu 1913 roku gazety doniosły, że Thorpe wcześniej grywał profesjonalnie w baseball. Udowodniono mu, że w 1909 i 1910 roku występował w półzawodowej drużynie w Rocky Mount w Karolinie Płn. i otrzymał za to niewielkie wynagrodzenie.
Opinia publiczna nie przejęła się zbytnio tymi doniesieniami, ale Amatorski Związek Lekkoatletyczny potraktował sprawę Thorpe’a poważnie, odbierając mu wstecznie status amatora i występując o to samo do Międzynarodowego Komitetu Olimpijskiego. Pisemne wyjaśnienia Thorpe’a, że w tamtym okresie był tylko prostym indiańskim chłopakiem, który robił to samo co wielu uczniów w szkole i nie widział w tym nic złego, nie odniosły skutku. Jeszcze w tym samym roku MKOl jednogłośnie pozbawił go tytułów, medali i nagród oraz statusu sportowca amatora i olimpijczyka.
Chociaż Thorpe rzeczywiście występował za pieniądze, to odbierając mu w 1913 roku tytuły, MKOl złamał własny ówczesny regulamin, który mówił, że wszelkie ewentualne protesty rozpatruje się w ciągu 30 dni od zakończenia olimpiady. Są też podejrzenia, że amatorski status Thorpe’a kwestionowano już przed olimpiadą, ale zainteresowana jego rokującymi duże szanse na sukces startami amerykańska federacja lekkoatletyczna ignorowała doniesienia na ten temat aż do 1913 roku.

## Sportowiec - zawodowiec

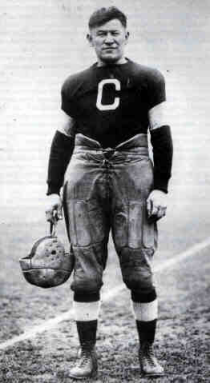
Jim Thorpe jako zawodnik Canton Bulldogs

Gdy tylko Thorpe’owi odebrano status amatora, posypały się oferty drużyn zawodowych. Przez kilka sezonów występował w baseballowej drużynie New York Giants, grywał też z Cincinnati Reds i Boston Braves. Od 1915 roku grywał też w futbol, a za mecz w drużynie Canton Bulldogs płacono mu ogromne na te czasy honorarium wysokości 250 dolarów. Wygrywająca w sezonach 1916, 1917 i 1919 drużyna była jedną z czterech, które w 1920 utworzyły American Professional Football Association, poprzednika powstałej dwa lata później National Football League, a Thorpe został pierwszym prezesem APFA, nadal grając w drużynie Canton i będąc zarazem jej trenerem.
W latach 1920–1928 występował w sześciu różnych drużynach futbolowych (a także w zespole gwiazd tubylczych Amerykanów), ale z żadną z nich nie zdobył już mistrzowskiego tytułu. Z występów zawodowych zrezygnował w wieku 41 lat, rozegrawszy 51 meczów w NFL. Pozostał jednak jeszcze przez pewien czas aktywnym sportowcem, przez co najmniej dwa lata występując w stanach Nowy Jork, Pensylwania i Ohio w drużynach kolejnej uprawianej przez siebie dyscypliny – koszykówki (o tym okresie życia Thorpe’a wiadomo jednak niewiele).

## Ostatnie lata
W 1913 poślubił Ivę Miller, którą poznał jeszcze w Carlisle, i miał z nią czworo dzieci. Okresowe problemy Thorpe’a z alkoholem sprawiły, że para rozwiodła się w 1924. Ponowny związek małżeński zawarł z Freedą Kirkpatrick w 1926 i miał z nią czterech synów. Po zakończeniu kariery sportowej z trudem utrzymywał rodzinę i miał problemy ze znalezieniem stałej pracy. W okresie wielkiego kryzysu statystował w kilku filmach, zwykle grając indiańskich wodzów w westernach. Był też m.in. robotnikiem budowlanym, bramkarzem w restauracjach i w 1945 – marynarzem na statku handlowym.
Końcówkę swego życia spędził w biedzie - pozbawiony stałych dochodów i oszczędności. W 1941 opuściła go druga żona, a gdy w 1950 trafił do szpitala z powodu raka wargi, przyjęto go jako osobę wymagającą opieki społecznej. W marcu 1953, gdy w domu w Lomita w Kalifornii jadł obiad ze swoją trzecią żoną, Patricią Askew, doznał trzeciego – tym razem fatalnego w skutkach – zawału serca. Wkrótce zmarł w wieku 65 lat. Według nieudokumentowanych relacji jego ostatnie, wypowiedziane na łożu śmierci, słowa miały brzmieć: „Gdzie są moje medale?”

## Pośmiertne uznanie
Początkowo rodzina zamierzała pochować Thorpe’a w Oklahomie i wznieść mu tam pomnik, jednak gubernator stanu nie wyraził na to zgody. Wtedy trzecia żona Thorpe’a Patricia zawarła porozumienie z poszukującym sposobu na zwrócenie na siebie uwagi miasteczkiem Mauch Chunk w Pensylwanii. Miasteczko sprowadziło zwłoki Thorpe’a do siebie, na jego cześć zmieniło swoją nazwę na Jim Thorpe i postawiło mu pomnik.
W 1950 roku amerykańscy dziennikarze sportowi wybrali Jima Thorpe’a na najwybitniejszego sportowca pierwszej połowy XX w., a w innej ankiecie został najlepszym graczem futbolu w tym samym okresie. Choć z czasem jego sława nieco przybladła, to przez cały wiek XX jego nazwisko pojawiało się na szczytach różnych ankiet na „sportowców stulecia”. Jeszcze za jego życia Michael Curtiz („Casablanka”) wyreżyserował film fabularny o życiu Thorpe’a („Jim Thorpe: All-American”) z Burtem Lancasterem w roli tytułowej. Za film ten Thorpe nie dostał ani grosza, bowiem w 1931 roku sprzedał za 1500 dolarów prawa filmowe wytwórni MGM. W Wielkiej Brytanii film ten wyświetlano później pod tytułem „Man of Bronze” (Człowiek z brązu).
W 1963 NFL umieścił jego nazwisko (i duży pomnik) w Panteonie Sławy Zawodowych Graczy w Football. W 1986 roku ustanowiono Nagrodę im. Jima Thorpe’a (Jim Thorpe Award) dla najlepszych obrońców w akademickiej lidze futbolu amerykańskiego.
W 2018 roku System Rezerwy Federalnej wyemitował upamiętniającą Jim Thorpe monetę okolicznościową o nominale 1 dolara.

## Rehabilitacja
Przez wszystkie te lata, w miarę jak zmieniało się podejście do kwestii zawodowstwa w sporcie, podejmowano próby rehabilitacji Thorpe’a i zwrócenia mu honorów olimpijskich. Zabiegały o to m.in. jego dzieci, a zwłaszcza Robert Wheeler i Florence Ridlon. W 1982 roku z poparciem Kongresu USA utworzyły one Fundację Jima Thorpe’a i zwróciły uwagę Międzynarodowego Komitetu Olimpijskiego na naruszenie jego własnych przepisów z 1912 roku.
W październiku 1982 roku Komitet Wykonawczy MKOl podjął decyzję o cofnięciu dyskwalifikacji Jima Thorpe’a i 18 stycznia 1983 zwrócił dwojgu jego dzieci kopie jego medali olimpijskich (oryginały trafiły wcześniej do jednego z muzeów, gdzie zaginęły). Jednocześnie Komitet podjął bezprecedensową decyzję o utrzymaniu równorzędnych tytułów mistrzowskich w pięcioboju i dziesięcioboju przez zawodników, którzy w zawodach z 1912 roku zajęli co prawda drugie miejsca, ale przez 70 lat figurowali w statystykach jako mistrzowie olimpijscy (choć obaj uznawali wyższość Thorpe’a).
W 2022 Międzynarodowy Komitet Olimpijski ogłosił, że w porozumieniu ze Szwedzkim Komitetem Olimpijskim i Norweskim Komitetem Olimpijskim i Paraolimpijskim uznaje Thorpe’a za jedynego złotego medalistę w pięcioboju i dziesięcioboju.

## Odznaczenia
- Prezydencki Medal Wolności (2024, pośmiertnie)[3]